# Christian Le Guillochet
Christian Le Guillochet, né le 20 septembre 1933 à Albi et mort le 10 février 2011 à Paris, est un acteur, auteur de théâtre et metteur en scène français.
Avec son épouse Luce Berthommé, il fonde le Lucernaire à Paris.

## Biographie[1]
Né à Albi en 1933, d'un père cheminot et d'une mère infirmière, il est ouvrier lorsqu'il est appelé sous les drapeaux pour combattre en Algérie. De retour en France, il suit des cours du soir et obtient un diplôme d'ingénieur technico-commercial. Il prend des cours d'art dramatique pour soigner sa timidité. En 1963, Robert Dhéry le remarque et l'engage dans La Grosse Valse. Il apprend beaucoup en observant la vedette de ce spectacle, Louis de Funès.
En 1967, il met en scène avec Gérard Chevalier  La Truite de Schubert, de Bernard Da Costa au  bateau-mouche La Patache, avec Célita, Maria Laborit et Michel Gonzales. Puis il fonde  Le Lucernaire, en 1968, rue d'Odessa, près de la gare Montparnasse. Dix ans plus tard, expulsé en raison des travaux de construction de la Tour Montparnasse, il installe Le Lucernaire au 53 rue Notre-Dame des Champs.
Dès les années 1970, il noue une amitié au long cours avec Laurent Terzieff, à qui il confie pendant 5 ans la direction artistique du Lucernaire.
Le 5 novembre 2003, au soir de la première de Subvention, pièce de Jean-Luc Jeener dans laquelle il joue un directeur de théâtre, il démarre une grève de la faim,, pour que la ville de Paris et le ministère de la Culture ne coupent pas les subventions au Lucernaire.
En 2004, après la mort de Luce et à 70 ans passés, il vend le Lucernaire au groupe  L'Harmattan, propriétaire de la maison d'édition française.
Il meurt le 10 février 2011, dans le 14e arrondissement de Paris ; et est inhumé auprès de son épouse au cimetière communal de Villejésus (Charente).

## Filmographie

### Cinéma
- 1964 : Le Ciel sur la tête, de Yves Ciampi
- 1966 : Le Solitaire passe à l'attaque, de Ralph Habib
- 1968 : Le Débutant, de Daniel Daert
- 1969 : Ciné-Girl, de Francis Leroi - Michaël
- 1971 : La Part des lions, de Jean Larriaga
- 1976 : Monsieur Sade, de Jacques Robin

### Télévision
- 1966 : Illusions perdues, de Maurice Cazeneuve - Horace Bienchon
- 1967 : Le Chevalier Tempête, de Yannick Andréi - épisodes 6 à 9 et 12 - Robiro
- 1968 : Le Tribunal de l’Impossible : Nostradamus prophète en son pays, de Pierre Badel
- 1969 : Que ferait donc Faber ? de Dolorès Grassian
- 1970 : Quentin Durward  Quentin Durward, de Gilles Grangier - Le Glorieux
- 1972 : Vassa Geleznova, de Pierre Badel - Piaterkine
- 1980 : Façades, de Jacques Robin - Angelo Sordi
- 1981 : Mon meilleur Noël - épisode : L’Oiseau bleu, de Gabriel Axel - Le Peuplier

## Publications
- 50 ans de Théâtre, depuis l'impasse Odessa jusqu'à la rue Notre-Dame des Champs, Éditions L'Harmattan, 2006
- Le Chien citoyen, Éditions L'Harmattan, novembre 2008